# Азанта
Азанта (абх. Азанҭа, груз. აზანთა) — село в Абхазии, в Гулрыпшском районе частично признанной Республики Абхазия, согласно административному делению Грузии — в Гульрипшском муниципалитете Абхазской Автономной Республики. Высота над уровнем моря составляет 640 метров.

## Население
Азанта серьёзно пострадала от волн махаджирства в 1864 и 1866 годах. Коренное население покинуло село. Впоследствии в него стали заселяться армянские переселенцы.
До махаджирства в Азанте проживали фамилии: Цвацва (дворяне), Ревутаа, Агрба, Тарба, Бутба, Молаа, Квадзба, Лилаа, Лакоба[значимость факта?].
В 1959 году в селе Азанта проживал 121 человек, в основном грузины (в Азанском сельсовете в целом — 778 человек, также в основном только грузины, кроме преимущественно армянских сёл Аблухвара и Келасури). В 1989 году в селе жило 10 человек, также в основном грузины.